# Michael Chapman (Musiker)

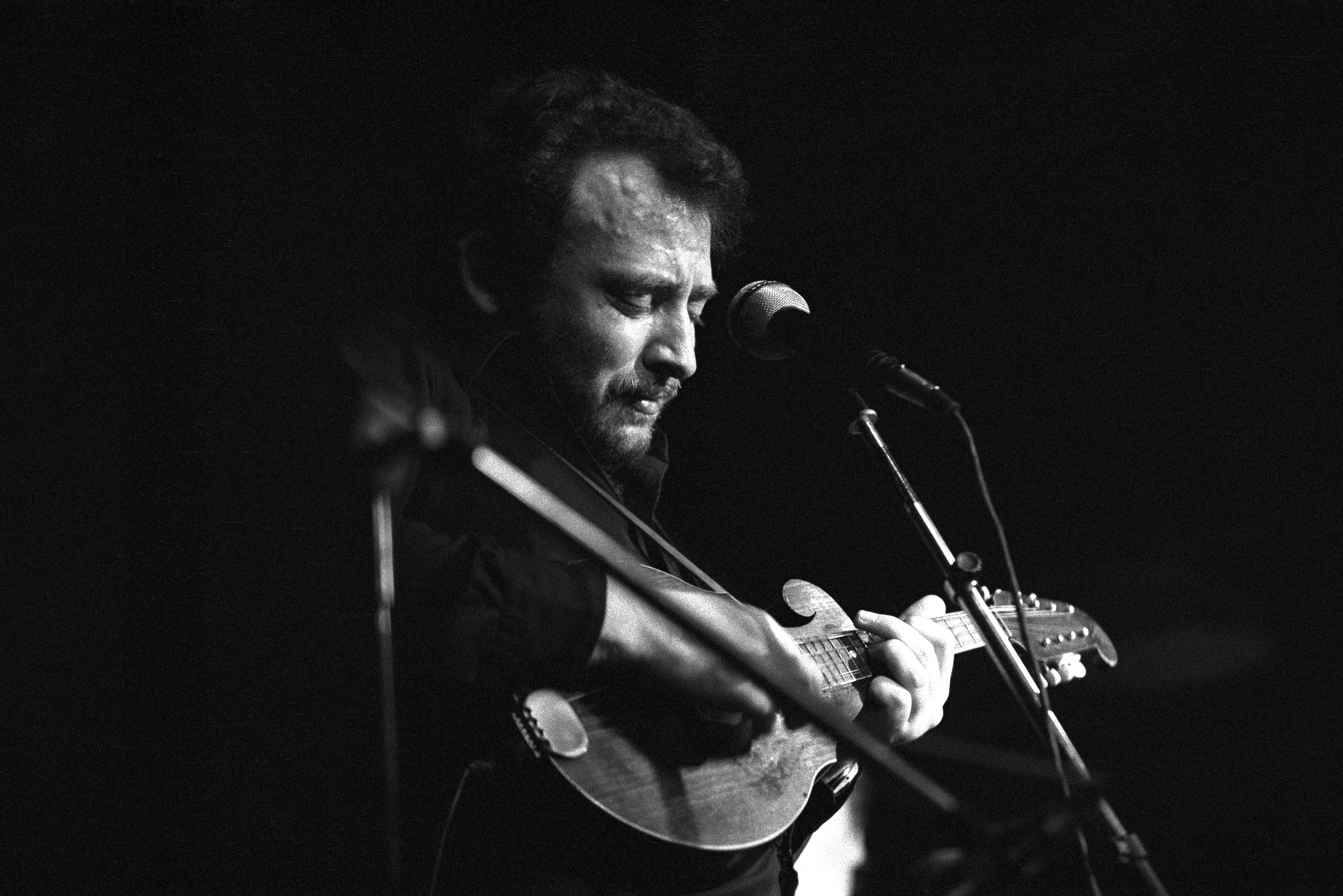
Michael Chapman, 1979

Michael Chapman (* 24. Januar 1941 in Leeds, Yorkshire, England; † 10. September 2021) war ein britischer Gitarrist und Sänger. Er spielte akustische und elektrische Gitarre.
Chapman war bekannt für seine sarkastischen, teilweise autobiografischen Texte. Seine Musik verschmolz Rock, Blues, Folk, Jazz und Country. Chapman übersetzte auch Texte von Udo Lindenberg ins Englische und trat zusammen mit Achim Reichel auf. Mitte der 1980er Jahre gründete er zusammen mit Rick Kemp von Steeleye Span die Band Savage Amusement. 1995 veröffentlichte Michael Chapman den Roman Firewater Dreams mit stark autobiografischen Zügen.

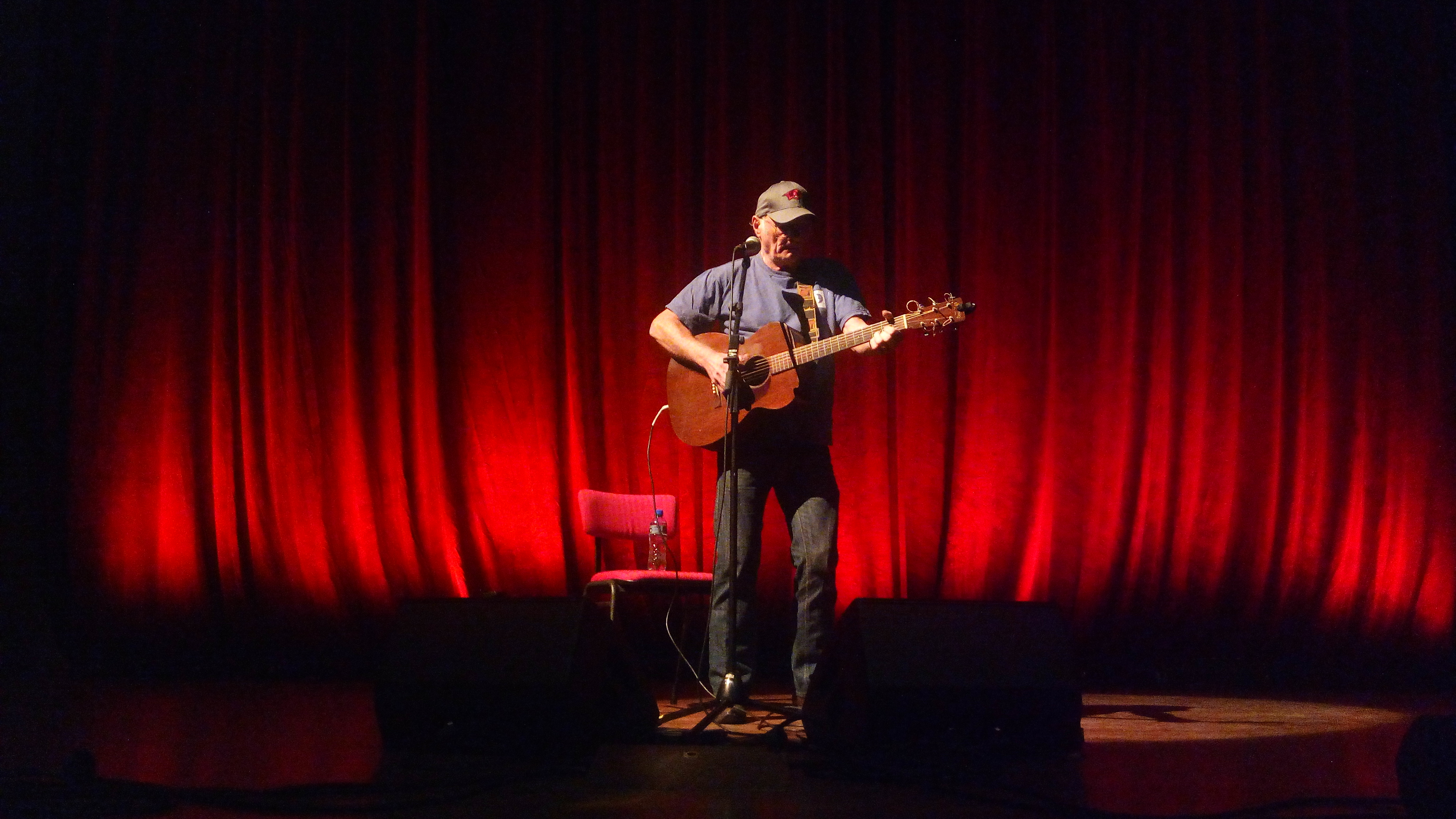
Michael Chapman, Ramblin’ Roots Festival 2017, Utrecht

## Diskografie
- Rainmaker (1969)
- Fully Qualified Survivor (1970; u. a. mit Mick Ronson und Rick Kemp)
- Window (1970)
- Wrecked Again (1971)
- Millstone Grit (1973)
- Deal Gone Down (1974)
- Pleasures of the Streets (1975; live, u. a. mit Achim Reichel, Steffi Stephan und Keef Hartley)
- Savage Amusement (1976)
- The Man Who Hated Mornings (1978; u. a. mit Keef Hartley)
- Playing Guitar the Easy Way (1978; Tutorial)
- Life on the Ceiling (1979)
- Looking for Eleven (1980)
- Almost Alone (1981)
- Michael Chapman Lived Here from 1968–72 (1982)
- Original Owners (1984) (live, mit Rick Kemp)
- Heartbeat (1987)
- The Best of Michael Chapman 1969–71 (1988)
- Still Making Rain (1993)
- Navigation (1995)
- Dreaming Out Loud (1997)
- BBC Sessions 1969–75 (1999)
- Americana (2000)
- Growing Pains (2000)
- Growing Pains 2 (2001)
- Americana 2 (2002)
- 50 (2017)
- True North (2019)